# Natasitt Uareksit
Natasitt Uareksit (ณฐสิชณ์ เอื้อเอกสิชฌ์; nascido em 8 de agosto de 2002), conhecido pelo apelido de Nat (ณฐ) é um ator e cantor tailandês. Ele é mais conhecido por seus papéis em Why R U? (2020), Y-Destiny (2021), Cutie Pie (2022), Naughty Babe (2023) e Two Worlds (2024).

## Início da vida e educação
Nat nasceu em Banguecoque, Tailândia em 8 de agosto de 2002. Ele cursou o ensino fundamental na Assumption College antes de ingressar na Anglo-Chinese School, em Singapura. Ao retornar a Banguecoque, Nat cursou o bacharelado na Thammasat Design School. Na escola, ele foi membro da Jaturamitr Band.

## Carreira
Em 2020, ele fez sua estreia como ator como Dew, papel coadjuvante na série Why RU? ao lado de Kornthas Rujeerattanavorapan (Max). Em 2021, ele conseguiu seu primeiro papel principal na série Y-Destiny.
Em 2022, ele estreou como Thacha Wongtheerawit (Khondiao) na série Cutie Pie. Em 2023, ele reprisou o papel em Naughty Babe, e depois fez uma participação especial no remake coreano de Why RU?. Em 2024, ele estreou como Khram em Two Worlds.

## Filmografia

### Televisão
| Ano  | Título                       | Personagem                      | Notas            | Canal          |
| ---- | ---------------------------- | ------------------------------- | ---------------- | -------------- |
| 2020 | Why R U?                     | Blue                            | Papel recorrente | LINE TV, One31 |
| 2020 | You Never Eat Alone          | Nuea                            | Papel convidado  | AIS Play       |
| 2021 | Y-Destiny                    | Nuea                            | Papel principal  | AIS Play       |
| 2021 | Close Friend                 | Mini                            | Papel principal  | Viu            |
| 2022 | Cutie Pie                    | Thacha Wongtheerawit (Khondiao) | Papel recorrente | Workpoint TV   |
| 2022 | War of Y                     |                                 | Papel convidado  | AIS Play       |
| 2023 | Why R U?                     | Ele mesmo                       | Papel convidado  |                |
| 2023 | Naughty Babe                 | Thacha Wongtheerawit (Khondiao) | Papel principal  | iQIYI, One31   |
| 2023 | Y Journey: Stay Like a Local |                                 | Papel principal  |                |
| 2024 | Two Worlds                   | Khram                           | Papel principal  | iQIYI          |
| 2025 | Zomvivor                     | Night                           | Papel principal  |                |
| TBA  | Illusion                     | Tae                             | Papel principal  |                |
| TBA  | Suntiny                      | Nuea                            | Papel principal  |                |
| TBA  | Your Third                   | Jam Jiranat                     | Papel principal  |                |
| TBA  | Ho Tua Di                    |                                 |                  |                |